# ドッグイア

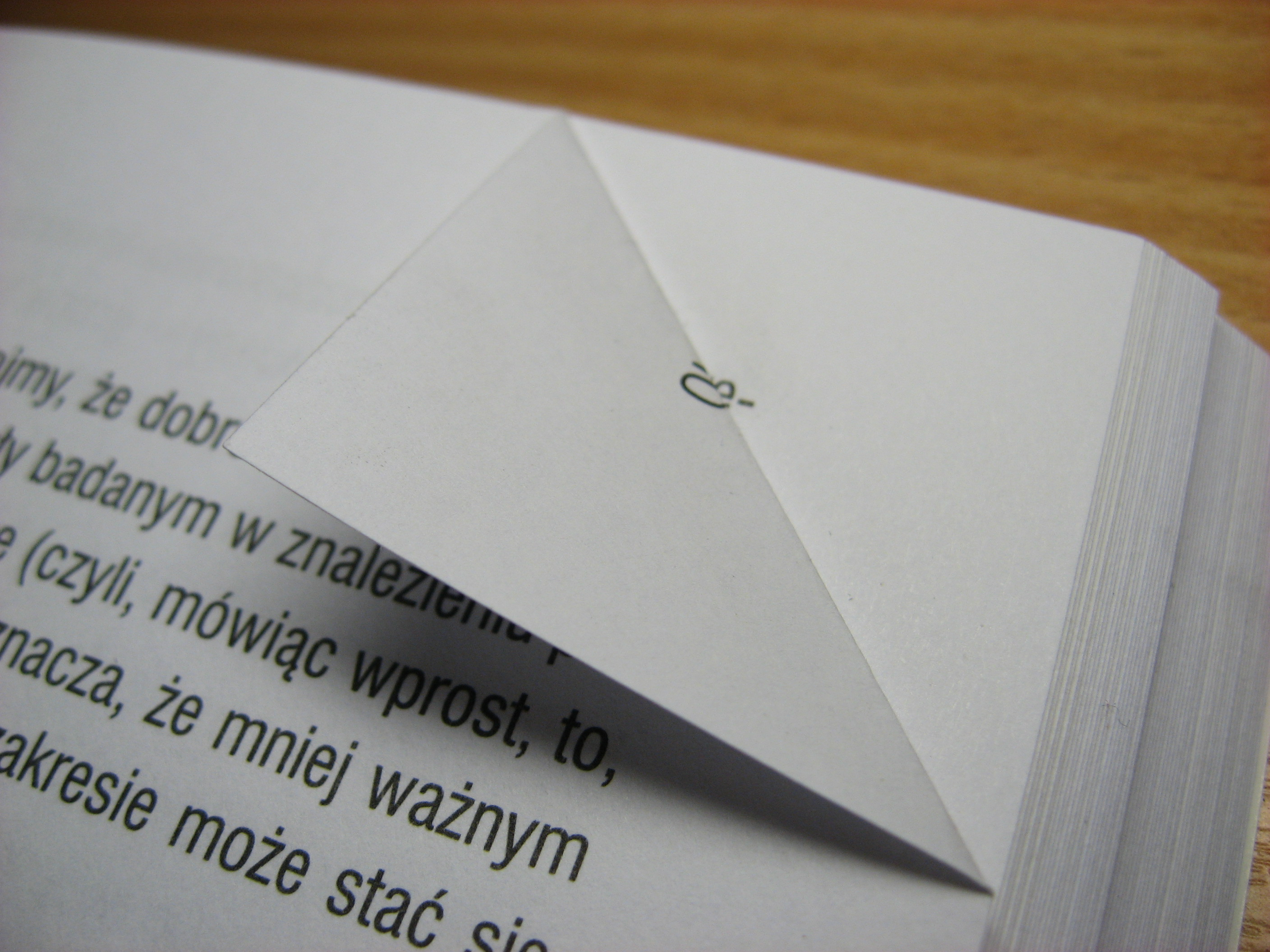
ページの角を折って栞代わりにした状態

ドッグイア (Dog ears, Dog-ear) とは、元々は本や雑誌などの角を折り曲げることにより、栞（しおり）代わりに活用すること。角折れともいう。

## 概要
同義として、現在コンピュータの世界では、オンライン上でブックマークを管理するシステムの総称として利用することを指す。
Web 2.0を代表するテクノロジーの一つで、個人のブックマークを不特定多数で共有することにより、人気のあるブックマークのランキングや、タグを使ったユーザー主導型の分類（フォークソノミー）といった機能を備える。
犬の耳が垂れ下がっている状態に似ていることから、使われるようになった。日本では、ソーシャルブックマークという用語で表現される場合も多い。